# Kruchaweczka gładka
Kruchaweczka gładka (Homophron spadiceum (P. Kumm.) Örstadius & E. Larss.) – gatunek grzybów należący do rodziny kruchaweczkowatych (Psathyrellaceae).

## Systematyka i nazewnictwo
Pozycja w klasyfikacji według Index Fungorum: Homophron, Psathyrellaceae, Agaricales, Agaricomycetidae, Agaricomycetes, Agaricomycotina, Basidiomycota, Fungi.
Po raz pierwszy opisał go w 1871 r. Paul Kummer nadając mu nazwę Psilocybe spadicea. W 1951 r. Rolf Singer przeniósł go do rodzaju Psathyrella. Obecną, uznaną przez Index Fungorum nazwę nadali Leif Örstadius i Ellen Larsson w 2015 r.
Ma 18 synonimów. Niektóre z nich:
- Psathyra sarcocephala (Fr.) G. Bertrand 1901
- Psathyrella sarcocephala (Fr.) Singer 1951
- Psathyrella spadicea (P. Kumm.) Singer 1951

Stanisław Chełchowski opisywał ten gatunek pod polską nazwą cierniówka cisawa. Władysław Wojewoda w 2003 r. zaproponował nazwę kruchaweczka gładka dla synonimu Psathyrella spadicea. Gatunkowi Psathyrella sarcocephala nadał nazwę kruchaweczka czerwonoblaszowa, ponieważ jednak gatunek ten jest synonimem Homophron spadiceum, więc gatunek ten ma dwie polskie nazwy, wszystkie jednak są niespójne z aktualną nazwą naukową.

## Występowanie i siedlisko
Homophron spadiceum jest szeroko rozprzestrzeniony w Ameryce Północnej, Europie i Azji, podano jego występowanie także w Afryce, Australii i na Nowej Zelandii. Władysław Wojewoda w swoim zestawieniu grzybów wielkoowocnikowych Polski w 2003 r. podaje 8 stanowisk z uwagą, że jego rozprzestrzenienie w Polsce i stopień zagrożenia nie są znane. Liczne i bardziej aktualne stanowiska podaje internetowy atlas grzybów. Jest w nim zaliczony do gatunków rzadkich, wartych objęcia ochroną.
Grzyb saprotroficzny, czasami także pasożyt na osłabionych drzewach. Występuje w lasach i parkach na gnijącym martwym drewnie drzew liściastych, zwłaszcza na bukach, ale znajdywany także na żywych drzewach brzozy, kasztana, jesionu i wiązu. Owocniki głównie od września do listopada.

## Morfologia
Kapelusz
Średnica 3–8 cm, dość mięsisty, początkowo półkulisty, potem łukowaty, w końcu całkiem płaski. Powierzchnia matowa, bez resztek osłony. Jest higrofaniczny; w stanie wilgotnym ciemnobrązowy lub czekoladowobrązowy z czerwonawym odcieniem, w stanie suchym jasnordzawoochrowy.
Trzon
Wysokość 4–8 cm, grubość 5–13 mm, walcowaty (zwykle nieregularnie), początkowo pełny, potem pusty. Powierzchnia błyszcząca o barwie od białawej do mięsistobrązowej, jedwabiście włóknistą.
Blaszki
Gęste, mięsiste, początkowo białawe, potem brązowe, w końcu szarobrązowe do purpurowobrązowych. Ostrza białawe.
Miąższ
Kruchy, wodnisty, bez wyraźnego zapachu i smaku.

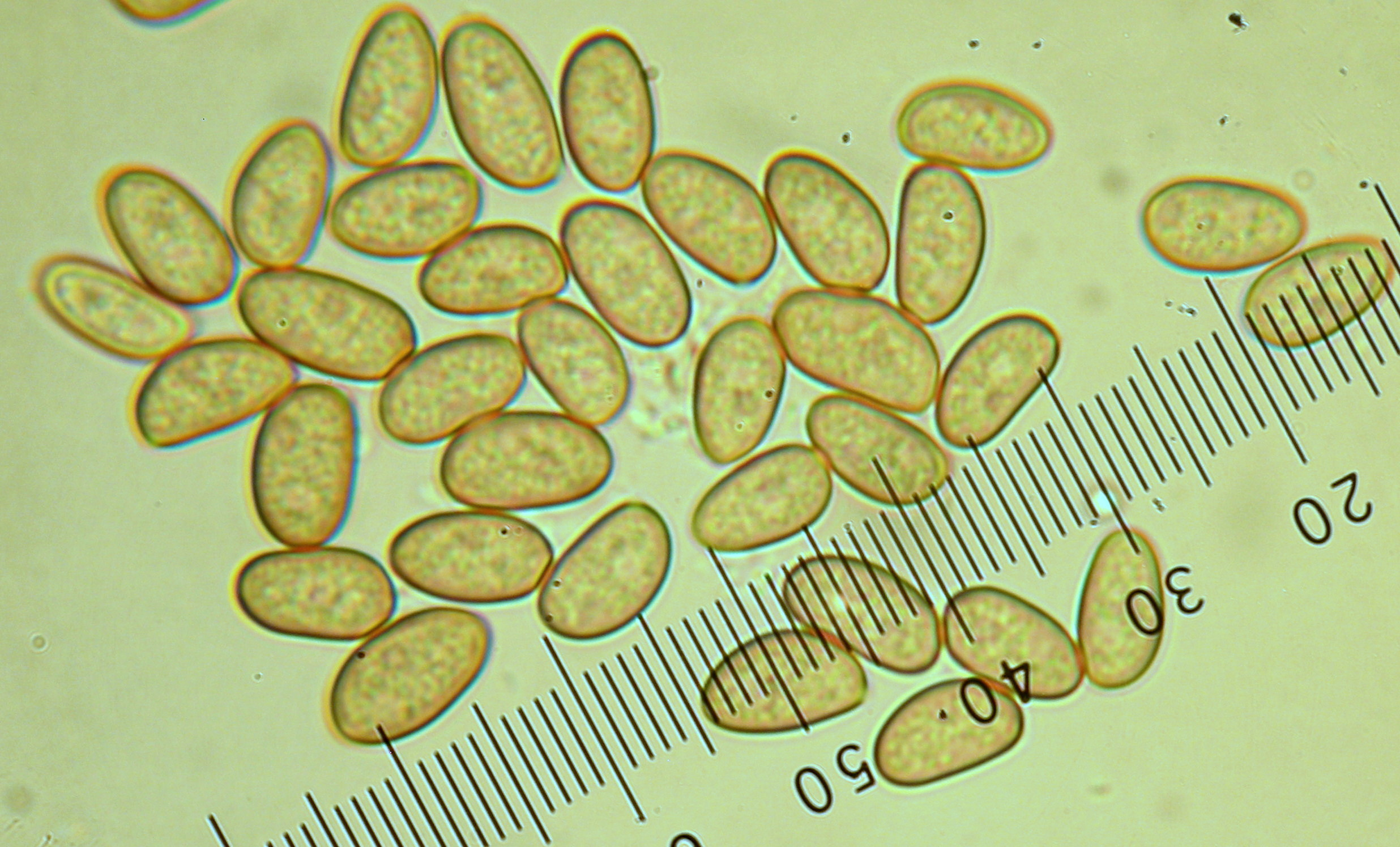
Zarodniki
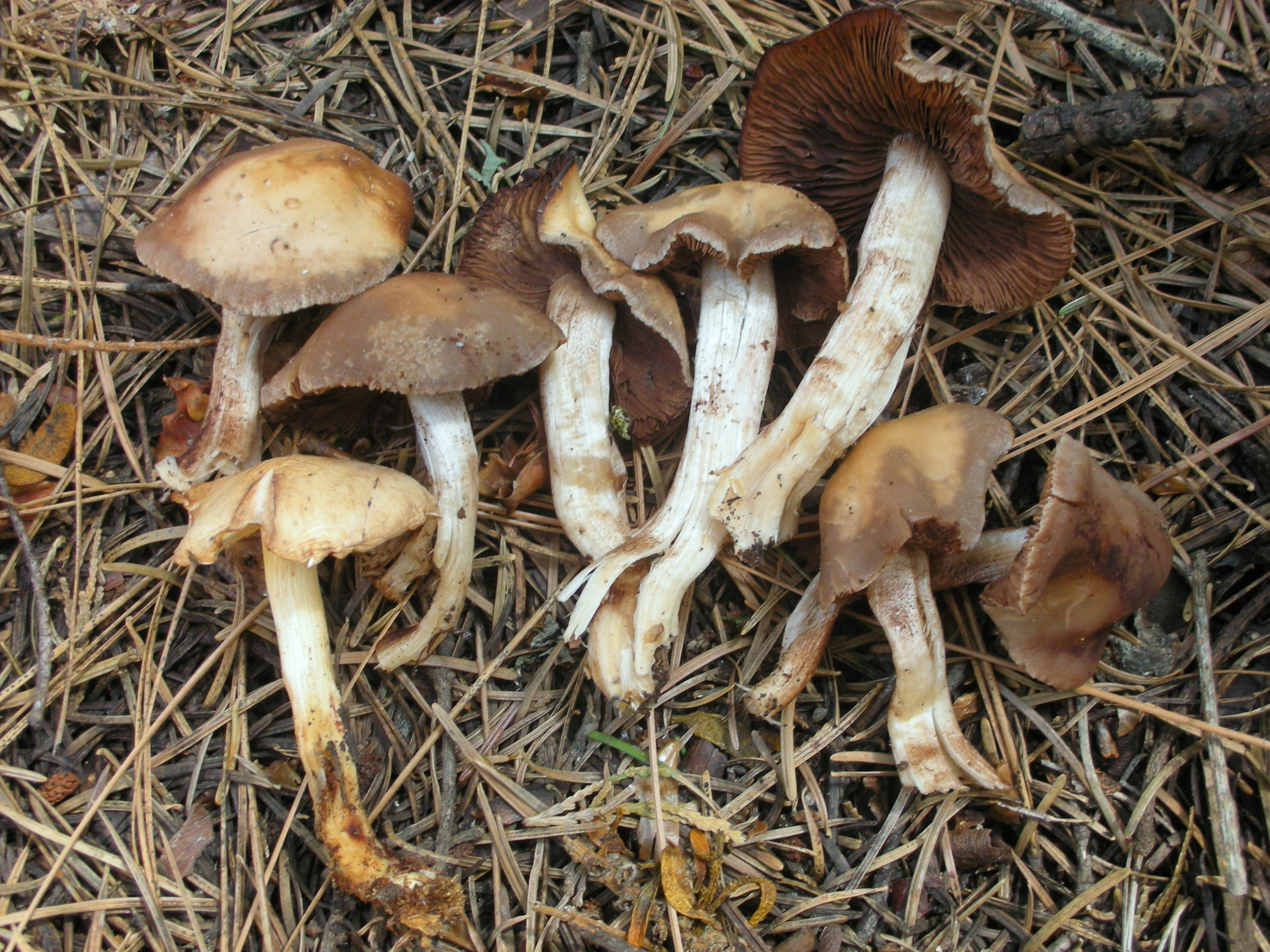
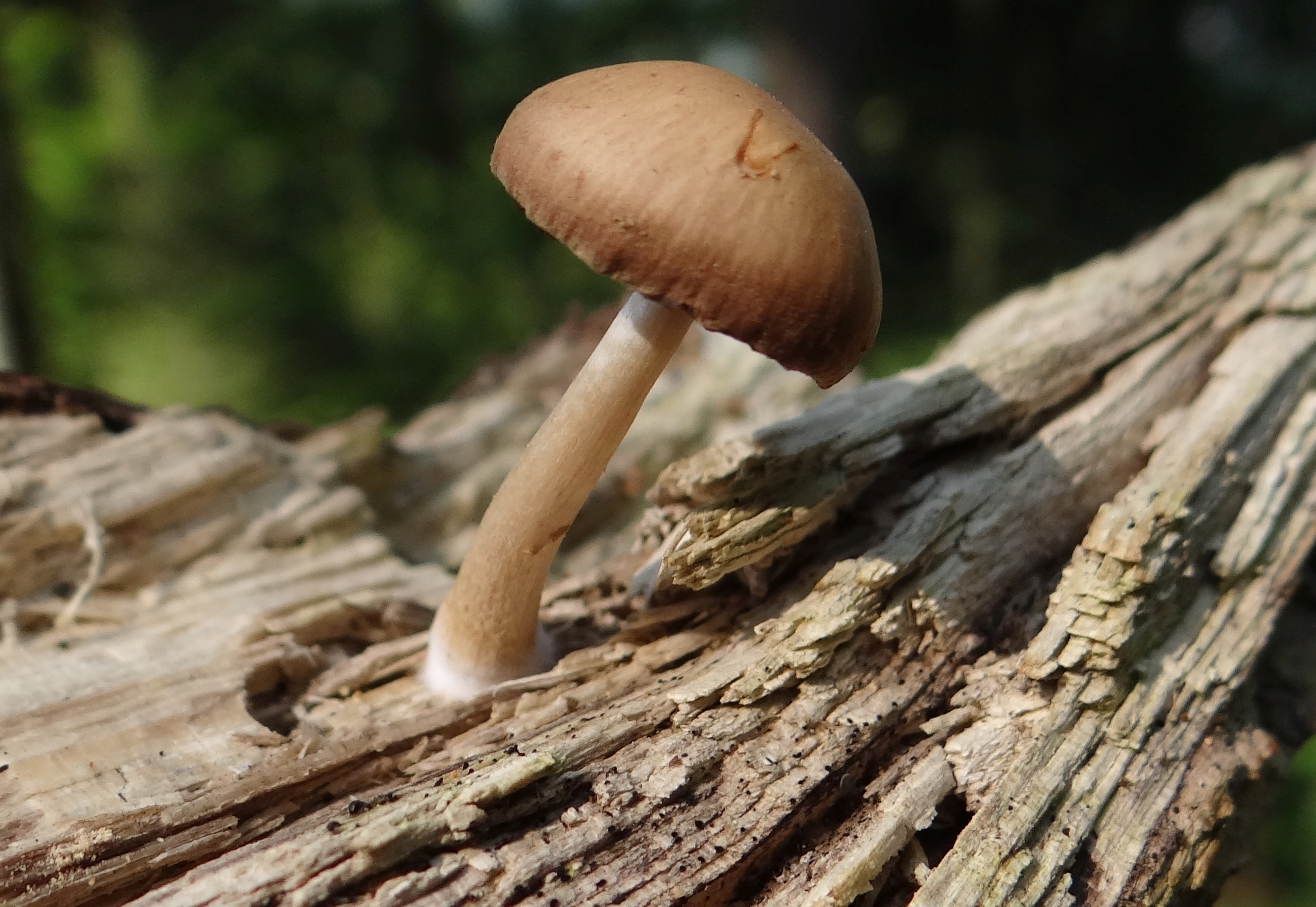
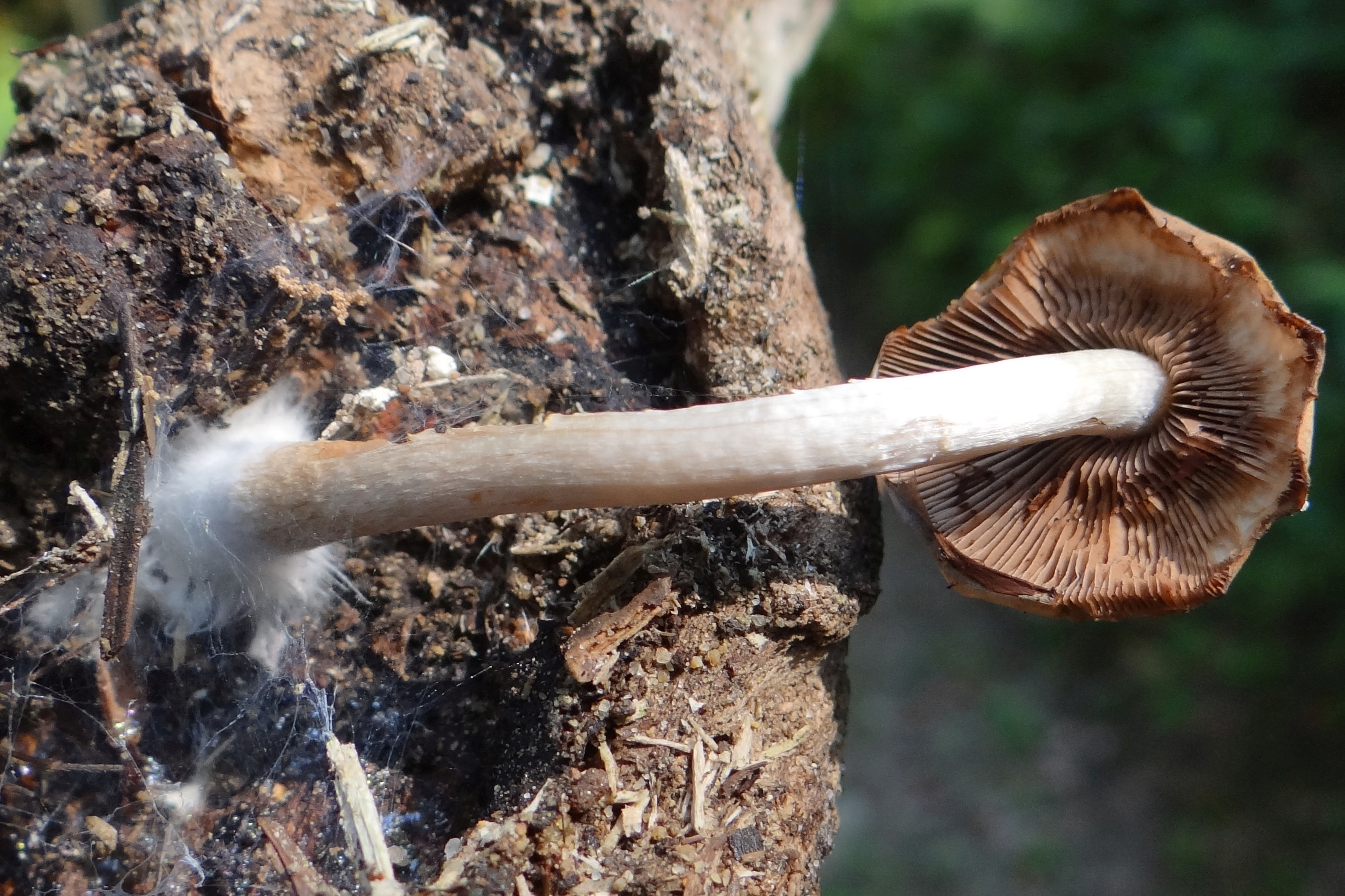
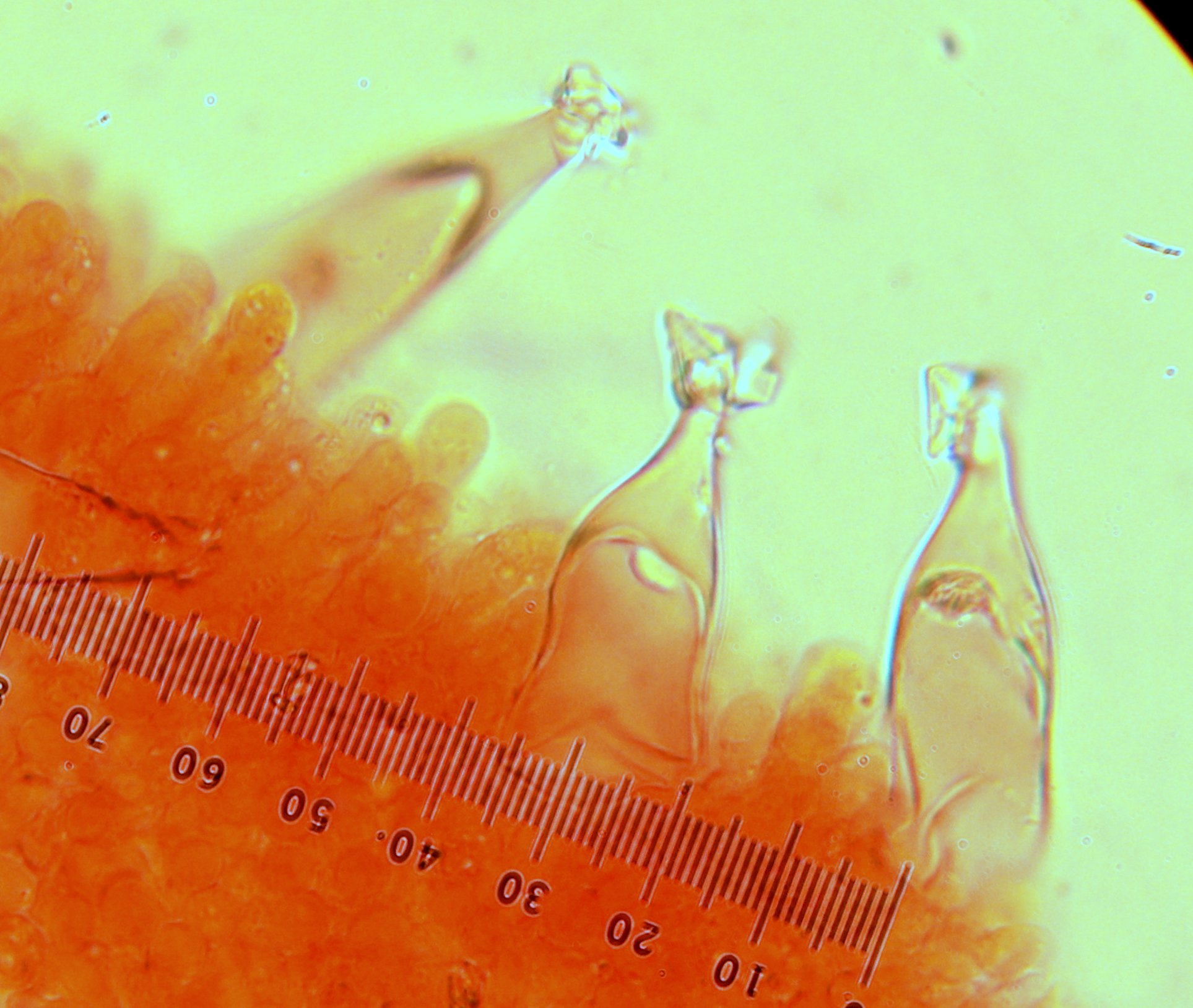
Cystydy
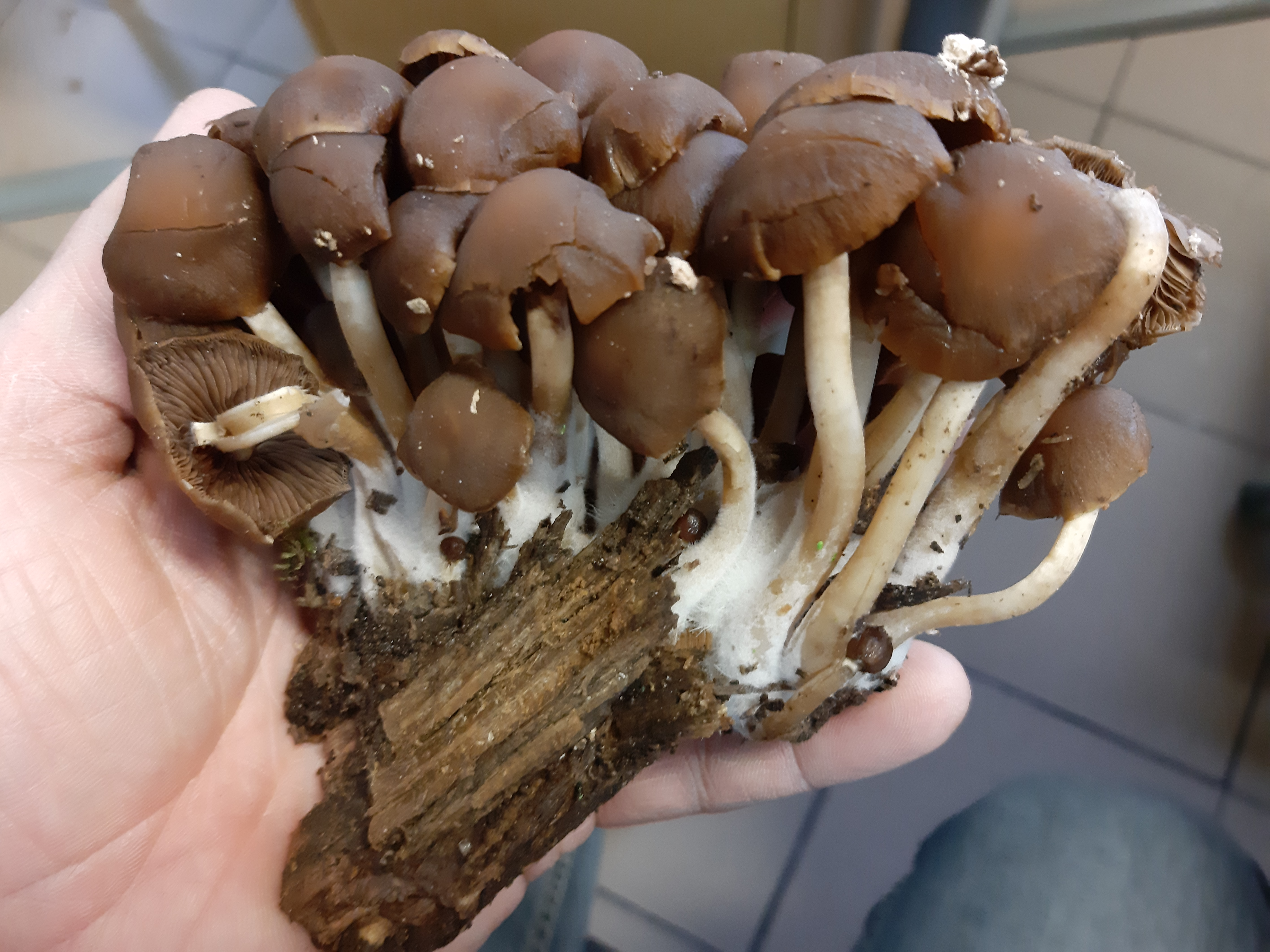